# L̤̄
L̤̄ (minuscule : l̤̄), appelé L macron tréma souscrit, est une lettre utilisée dans la romanisation GENUNG de l’écriture devanagari.

## Utilisation
Le l macron tréma souscrit ‹ l̤̄ › est utilisé dans la romanisation GENUNG de l’écriture devanagari pour transcrire le l vocalique long ‹ ॡ ›,.

## Représentations informatiques
Le L macron tréma souscrit peut être représenté avec les caractères Unicode suivants :
- décomposé (commandes C0 et latin de base, diacritiques) :

| formes    | représentations | chaînes de caractères | points de code       | descriptions                                                            |
| --------- | --------------- | --------------------- | -------------------- | ----------------------------------------------------------------------- |
| capitale  | L̤̄               | L◌̤◌̄                   | U+004C U+0324 U+0304 | lettre majuscule latine l diacritique tréma souscrit diacritique macron |
| minuscule | l̤̄               | l◌̤◌̄                   | U+006C U+0324 U+0304 | lettre minuscule latine l diacritique tréma souscrit diacritique macron |